# 凌青
凌青（1923年—2010年9月10日），原名林墨卿，男，福建福州人，中华人民共和国外交家，曾任中华人民共和国常驻联合国代表。林则徐的玄孙。

## 生平
1941年，在燕京大学读书的林墨卿弃笔从戎，參加中國共產黨。1942年，日本特高课侦破了地下党活动，掌握了名单，并开始抓人。党组织及时通知他转移到晋察冀抗日根据地。为了不牵累家人，遂取原名的谐音和“凌云而去”之意，改名凌青，他随后在中共中央北方局工作。1942年7月到北方分局组织部工作。1942年12月，任晋察冀军区政治部敌工部干事。1944年赴延安，1945年1月任中央军委外事组科员、联络组组长等職，负责美军观察组的接待和翻译，还曾担任毛泽东、刘少奇、朱德等的英语译员。1946年8月，毛泽东在延安与美国著名记者安娜·路易斯·斯特朗谈话。凌青就是这次谈话的现场翻译。
1947年5月1日任中共中央外事组研究处美国科科长。
1949年，任中央人民政府外交部美澳司第一科（美国科）科长。朝鮮戰爭中，凌青擔任中国人民志愿军停战谈判代表团机要办公室主任、翻译队队长。此後歷任外交部美澳司副专员，驻罗马尼亚大使馆一秘、研究室主任兼首席馆员，驻印尼使馆一秘、研究室主任，国际司副司长，欧美司（原美澳司、西欧司、国际司、条法司合并设立）负责人之一（主要负责人姚广/章文晋），国际条法司副司长等職。1974年6月28日，中华人民共和国与委内瑞拉建交，凌青於次年被任命為首任中华人民共和国驻委内瑞拉大使。1978年1月凌青回国后，担任任外交部国际条法司司长。1980年，任中国常驻联合国代表，1985年6月12日作为中方代表将涉及香港回歸的《中英聯合聲明》递交给联合国。
1986年2月回国后任中国人民对外友好协会常务副会长。1988年1月当选福建省政协副主席。1993年起任政协第八届全国委员会外事委员会副主任等职位。1998年9月离休。
2010年9月10日在北京逝世，享年87岁。

## 家庭
- 父：林步随